# Stasimopus quadratimaculatus
Stasimopus quadratimaculatus là một loài nhện trong họ Ctenizidae. S. quadratimaculatus được miêu tả năm 1903 bởi William Frederick Purcell.